# Meymacite
La meymacite è un idrossido di tungsteno descritto per la prima volta nel 1874 da A. Carnot (mineralogista e chimico francese), che ne scelse il nome da Meymac, località del rinvenimento in Francia. Da allora è rimasta una specie in dubbio; Pierrot e Van Tassel nel 1965 ridefinirono la meymacite come la fase amorfa dell'idrotungstite. In Italia si trova nelle miniere di Genna Gureu (fra Nurri e Orroli) e Mogoro in Sardegna.

## Morfologia
Amorfo. Massiva, polverulenta o terrosa.